# 指導主事
指導主事（しどうしゅじ）は、都道府県及び市町村の教育委員会に置かれる専門的職員で（地方教育行政の組織及び運営に関する法律第18条第1項、第2項）、教育公務員特例法上の専門的教育職員に位置づけられている。同じ専門的教育職員である社会教育主事が社会教育及び生涯学習に関する事項を扱うのに対して、指導主事は学校教育をもっぱら担当する。

## 職務
上司の命を受け、学校における教育課程、学習指導その他学校教育に関する専門的事項の指導に関する事務に従事することである（同法第18条第3項）。
具体的には、次のような仕事がある（以下スタブ）。
- 教育委員会が所管する学校において、教育課程が適切に行われているかどうか把握し、適切でない場合は指導する
- 指導主事の中でも、統括指導主事（東京都の場合。各自治体によっては主任指導主事などと職名は異なる）は特別なリーダーシップを発揮し、各学校に対し指導を行う
- 校長・教頭や教員に対する研修を行う
- 研究指定校に対して助言などを行う
- 教員の問題（例: 指導力不足、体罰）や児童・生徒の問題（例: 不登校、非行、校内での事故）に対して、校長・教頭を通して解決にあたる

## 資格
教育に関し見識を有し、かつ、学校における教育課程、学習指導その他学校教育に関する専門的事項について教養と経験を有する者であることであるが、大学以外の公立学校の教員をもって充てることができる（同法第18条第4項）。
- 大学以外の公立学校の教員籍を有したまま指導主事に充てられた者は、「充て指導主事」と呼ばれる。このほか、教員籍を一時的に離れて、指導主事に任命される場合もある。
- 教育委員会は、大学以外の公立学校の教員を指導主事に充てようとする場合、当該職員が他の教育委員会の任命に係るものであるときは、当該任命権者の同意を得なければならない（同法施行令第4条第1項）。
- 都道府県教育委員会が、県費負担教職員である教員（政令指定都市以外の市町村立小学校・中学校・中等教育学校・特別支援学校の教員）を指導主事に充てようとする場合、当該教員が属する市町村の教育委員会の同意を得なければならない（同法施行令第4条第2項）。
- 指導主事に充てられた教員は、その充てられた期間中、当該公立学校の教員の職は有するが、教員の職務には従事できない（同法施行令第5条）。

## 選考及び身分の取扱い
指導主事の採用及び昇任は選考により行われ、その選考は教育委員会の教育長が行う（教育公務員特例法第16条）。その他、指導主事の給与・懲戒・服務等の身分取扱いに関する事項は、地方教育行政の組織及び運営に関する法律及び地方公務員特例法に特別の定めがあるものを除き、地方公務員法の定めるところによる（地方教育行政の組織及び運営に関する法律第22条）。

## 問題点
角田裕育は著書『教育委員会の真実』（宝島社）の中で、指導主事制度はしばしば学校長との馴れ合いを生み出し、学校不祥事を隠蔽する役割を担うケースがあることを指摘している。また、指導主事は学校管理職昇進のための腰掛けポストとして認識される傾向も見られる。